# Biały oleander
Biały oleander (tytuł oryg. White Oleander) – amerykańsko-niemiecki film fabularny (dramat obyczajowy) z 2002 roku. Film powstał na kanwie powieści Janet Fitch.

## Fabuła
Ingrid Magnussen, ekstrawagancka poetka-ateistka, morduje swojego kochanka, po tym, gdy ten oświadcza, że zamierza od niej odejść. Sąd skazuje kobietę na dożywotnie więzienie. Jej nastoletnia córka Astrid, żyjąca w cieniu pięknej lecz toksycznej matki, kompletnie od niej zależna, zmuszona jest do tułaczki po rodzinach zastępczych.
Niestety, dziewczyna nigdzie nie może zagrzać miejsca. Najpierw trafia do głęboko zapatrzonej w Boga alkoholiczki Starr i jej żonatego kochanka Raya. Gdy Starr zaczyna dostrzegać więź, łączącą jej partnera z nastolatką, zaczyna pić, a co za tym idzie – łatwo ulegać emocjom. Starr postanawia zabić Astrid, strzela do niej, lecz trafiona w ramię dziewczyna przeżywa. Astrid odchodzi od zastępczej rodziny i trafia do zakładu dla trudnej młodzieży, gdzie jej uwagę przykuwa zbuntowany Paul. Choć z dnia na dzień chłopak coraz bardziej ją pociąga, Astrid postanawia zmienić miejsce pobytu. Trafia do byłej aktorki Claire Richards, wrażliwej i uczuciowej kobiety, która z mężem Markiem bezskutecznie stara się o dziecko. Ostatnim etapem w podróży nastolatki po rodzinach zastępczych i domach opieki jest wizyta u Rosjanki Reny Gruschenki. Pod wpływem nowej rodziny, Astrid zmienia się, przefarbowuje włosy na czarno, zaczyna palić i nosić wyzywające stroje.
Gdy bohaterka jest już pełnoletnia, odnajduje Paula i postanawia z nim zamieszkać. Życie nie oszczędzi Astrid cierpień i porażek, jednak uczy ją miłości i poczucia indywidualności.

## Obsada
- Alison Lohman – jako Astrid Magnussen
- Michelle Pfeiffer – jako Ingrid Magnussen
- Robin Wright Penn – jako Starr
- Renée Zellweger – jako Claire Richards
- Amy Aquino – jako panna Martinez
- Billy Connolly – jako Barry Kolker
- Svetlana Efremova – jako Rena Gruschenka